# Silvert Award
Le prix Kalman H. Silvert (en anglais Kalman H. Sivert Award) a été créé en l'honneur du premier président de l'Association d'études latino-américaines. Décerné tous les 18 mois, le prix Silvert "récompense les membres éminents de la profession qui ont apporté une contribution remarquable à l'étude de l'Amérique latine au cours de leur vie"

## Récipiendaires
- John J. Johnson (1983)
- Federico Gil (1985)
- Albert O. Hirschman (1986)
- Charles Wagley (1988)
- Lewis Hanke (1989)
- Victor L. Urquidi (1991)
- George Kubler (1992)
- Osvaldo Sunkel (1994)
- Richard Fagen (1995)
- Alain Touraine (1997)
- Richard Adams (1998)
- Jean Franco (2000)
- Thomas Skidmore (2001)
- Guillermo O'Donnell (2003)
- Juin Nash (2004)
- Miguel León-Portilla (2006)
- Hélène Safa (2007)
- Alfred Stepan (2009)
- Edelberto Torres Rivas (2010)
- Julio Cotler (2012)
- Peter H. Smith (2013)
- Tulio Halperin-Donghi (2014)
- Manuel Antonio Garretón (2015)
- Rodolfo Stavenhagen (2016)
- Marysa Navarro (2017)
- Carmen Diana Deere (es) (2018)
- Lars Schoultz (2019)
- Wayne A. Cornelius[2]